# Akua Dixon
Akua Patricia Dixon (Turre) (* 14. Juli 1948 in New York City) ist eine amerikanische Cellistin, Sängerin und Komponistin, die nicht nur in der Klassik, sondern auch im Avantgarde Jazz hervorgetreten ist.

## Leben und Wirken
Dixon stammt aus einer musikalischen Familie. Gemeinsam mit ihrer Schwester, der Geigerin Gayle Dixon, gründete sie nach dem klassischen Musikstudium 1972 das Streichquartett Quartette Indigo, das auf Alben Carmen McRae, James Blood Ulmer und Dizzy Gillespie (Winter in Lisbon) begleitete. Auch arbeitete sie häufig mit der Brooklyn Philharmonic. Während der 1970er Jahre lehrte sie Cello und Gesang in den Schulen Harlems und im New Muse Community Museum von Brooklyn.
Sie trat mit Duke Ellington auf, gehörte zu Lisle Atkinsons Neo-Bass Ensemble und schrieb Arrangements für Lauryn Hill und Aretha Franklin. Häufig war sie an Produktionen von Steve Turre beteiligt, mit dem sie von 1978 bis 2012 verheiratet war und zwei Kinder hat. 1989 verfasste sie gemeinsam mit Aishah Rahman The Opera of Mary Laveau.
Dixon war zwischen 1972 und 2016 an 58 Aufnahmen im Bereich des Jazz beteiligt; sie ist beispielsweise auf Alben von Archie Shepp, Chico Hamilton, Woody Shaw, Henry Threadgill (Lost in the Stars : The Music of Kurt Weill, 1985), Don Cherry, Charles Tolliver, Dom Um Romao, Buster Williams, Judi Silvano, David Byrne, Jackie Cain & Roy Kral, Monday Michiru, Betty Carter (The Music Never Stops) oder James Carter zu hören.
2009/10 spielte Akua Dixon mit Ron Jackson (Gitarre), Dwayne Burno und Willie Jones, III ihr Debütalbum Moving On ein; 2014 legte sie ein selbstbetiteltes Album vor, an dem u. a. Kenny Davis und Regina Carter sowie ihre Kinder Orion und Andromeda Turre mitgewirkt hatten; 2017  folgte das Album Akua’s Dance (u. a. mit  Freddie Bryant, Russell Malone, Kenny Davis, Ron Carter und Victor Lewis). 2017 wurde sie bei den JJA Awards der Jazz Journalists Association in der Kategorie Jazz-Violinist nominiert.

## Diskographische Hinweise
- Quartette Indigo Afrika! Afrika! (1997)
- Akua Dixon (2015, mit John Blake jr., Regina Carter, Kenny Davis, Patrisa Tomassini, Ina Paris, Gwen Laster, Chala Yancy, Andromeda Turre, Orion Turre).